# Little Big Town
Little Big Town — американський кантрі-гурт, що сформувався у 1998 у місті Гоумвуд, штату Алабама. Складається із чотирьох вокалістів: Карен Фейрчайлд, Кімберлі Роадс Шлапман, Джимі Вестбрук та Філліп Світ; Вестбрук та Світ також грають на ритм-гітарах.
Спочатку були підписані під лейблом Mercury Nashville Records, але за час контракту не випустили жодного синглу або альбому. У 2002 перейшли до музичного лейблу Monument Records і того ж року випустили дебютний студійний альбом «Little Big Town». Станом на 2018 випустили 8 студійних альбомів.

## Склад
Поточні учасники
- Карен Фейрчайлд — вокал
- Кімберлі Роадс Шлапман — вокал
- Джимі Вестбрук — вокал, ритм-гітара
- Філліп Світ — вокал, ритм-гітара

## Дискографія
- Little Big Town (2002)
- The Road to Here (2005)
- A Place to Land (2007)
- The Reason Why (2010)
- Tornado (2012)
- Pain Killer (2014)
- The Breaker (2017)